# Sospensione iostilica
La sospensione iostilica è la modalità di collegamento tra splancnocranio (mascella e mandibola derivate dai primi archi branchiali) e il condrocranio (parte del cranio contenente l'encefalo più le sue strutture accessorie).
Questo tipo di sospensione è presente nei condroitti evoluti e in modo modificato negli Osteitti Teleostei.
Lo splancnocranio risulta formato dal palatoquadrato superiormente e dalla cartilagine di meckel inferiormente, in questo tipo di sospensione il palatoquadrato differentemente dalla sospensione anfistilica è connesso solo anteriormente al condrocranio collegandosi all'osso etmoide, posteriormente risulta "sospeso" e si lega all'iomandibolare a sua volta legato alla capsula otica del condrocranio il tutto è tenuto insieme da legamenti.
Questo tipo di sospensione permette la protrusione in avanti della bocca osservabile molto bene negli squali e nei pesci teleostei quando si alimentano.
Il vantaggio è poter catturare prede di maggior dimensioni, gli squali sono spesso al vertice della catena alimentare marina.